# Douglas (Papagei)

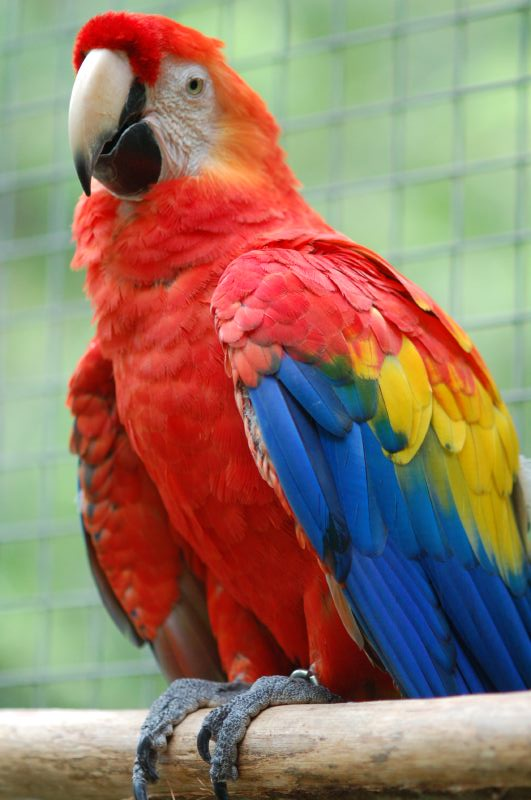
Scharlachara, wie auch Douglas einer war

Douglas (* etwa 1967; † 23. Februar 2019) war ein Scharlachara, der im April 2016 mediale Aufmerksamkeit erregte, da er zum wiederholten Mal eingeschläfert werden sollte. Der gelehrige Papagei, der 50 Wörter Schwedisch sprechen und auch singen konnte, hatte 1970 in einem Pippi-Langstrumpf-Film mitgespielt.

## Lebensgeschichte
1970 spielte Douglas in dem Film Pippi in Taka-Tuka-Land den Papagei Rosalinda, der Pippis Vater im Verlies Gesellschaft leistete. Zu dieser Zeit war Douglas drei Jahre alt.
Bis Anfang 2016 verbrachte Douglas seinen Lebensabend in einem Tropenhaus in Malmö. Bereits 2003 sollte er auf Betreiben der Behörden getötet werden, da keine Herkunftszeugnisse vorlagen. 50.000 Unterschriften wurden zugunsten des Papageis gesammelt; auch die Schauspielerin Inger Nilsson, ehemalige Darstellerin der Pippi Langstrumpf, nahm an der Aktion teil. Der ursprüngliche Besitzer konnte schließlich nachweisen, dass Douglas 1967 legal aus Brasilien importiert worden war.
Als 2016 bekannt wurde, dass das schwedische Landwirtschaftsministerium eine größere Voliere für den 49-jährigen Douglas und seine gleichaltrige Mitbewohnerin Gojan oder alternativ die Einschläferung der beiden Vögel verlangte, gab es europaweite Proteste. Es gab zahlreiche Angebote, die Vögel zu übernehmen.
Letztlich nahm der Karlsruher Zoo die Aras Douglas und Gojan auf. In einer großen Außenvoliere konnten die beiden sich nun auch draußen aufhalten. Da Douglas aufgrund seines hohen Alters nicht mehr fliegen konnte, wurde die Voliere besonders kletterfreundlich eingerichtet. Beide sollten weitere Gefährten erhalten. Im September 2016 starb der mehr als 45 Jahre alte weibliche Gelbbrustara Gojan.
Douglas starb am 23. Februar 2019 mit 51 Jahren an Altersschwäche.